# Namsan (Seul)

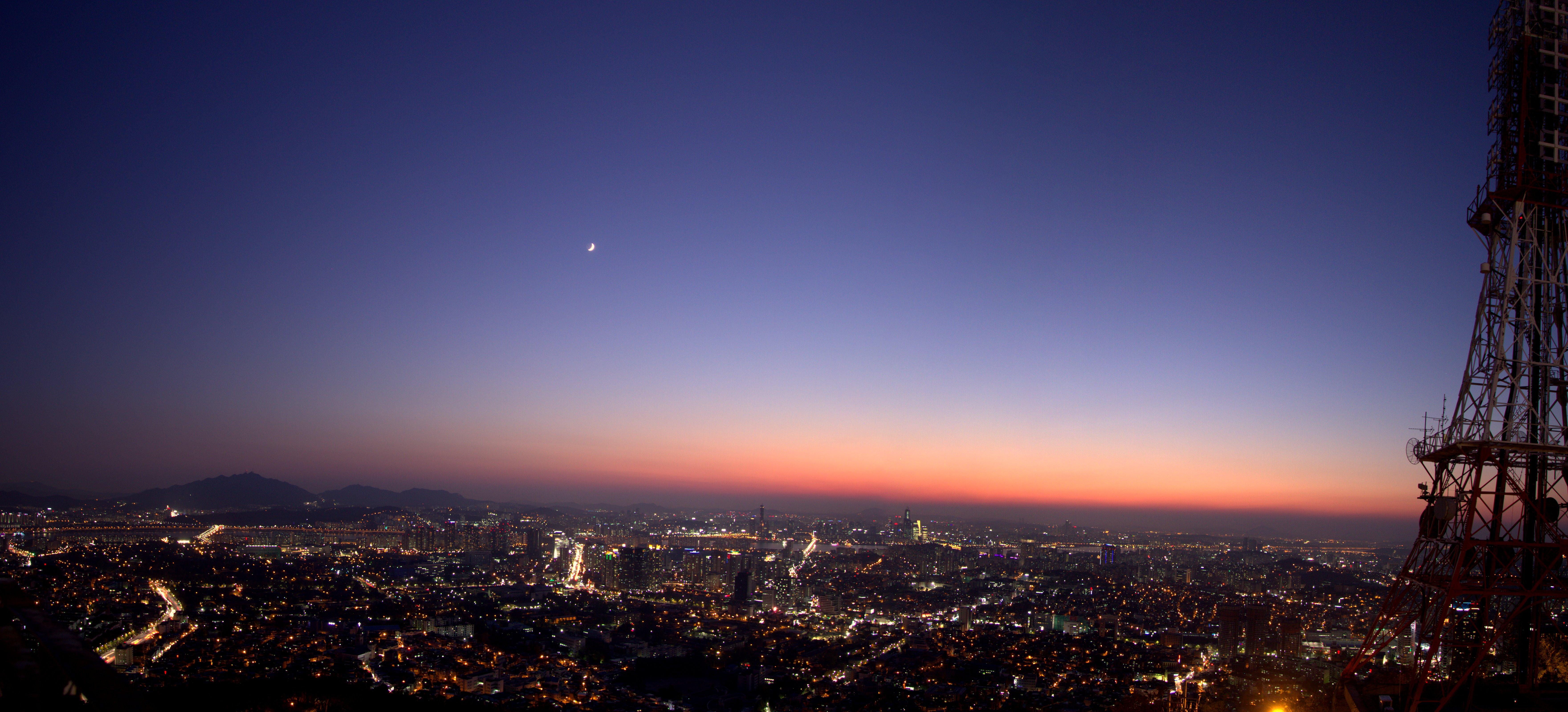
Seul ao entardecer vista a partir do Parque Namsan

Namsan (lit. "Montanha do Sul") é um pico de 262 metros de altitude, localizado no distrito de Jung-gu, em Seul, Coreia do Sul. Embora conhecido como Monte Mongmyeok (목멱산) no passado, agora é comumente referido como Namsan. Possui espaço para caminhadas e recreação. A N Seoul Tower está localizada no topo do monte Namsan.
O monte e a área circundante forma o Parque Namsan, um parque público mantido pelo governo da cidade. É um local popular para uma vista panorâmica de Seul. É também a localização de uma estação de sinal de fumaça chamada Mongmyeoksan Bongsudae' (Torre de Farol Mongmyeoksan, Hangul: 목멱산 봉수대), que fazia parte de um sistema de comunicação de emergência durante os tempos primitivos até 1985. De 1925 a 1945 o santuário xintoísta conhecido como Chōsen Jingū estava situado em Namsan.
Em 2011 em uma pesquisa realizada pelo Instituto de Desenvolvimento de Seul, que incluiu 800 moradores e 103 urbanistas e arquitetos, classificou o monte Namsan como o local mais pitoresco de Seul, com 62,8 por cento dos residentes e 70,9 por cento pelos especialistas.
O parque e a fonte foram usados como local de gravação do drama Lovers in Paris, da SBS.